# Muzeum Sztuki Sakralnej Sufragania w Żninie
Muzeum Sztuki Sakralnej Sufragania w Żninie – muzeum z siedzibą w Żninie. Placówka działa przy żnińskiej parafii św. Floriana, a jej siedzibą jest dawny dwór biskupi, pochodzący z końca XVIII wieku, wybudowany dla biskupa sufragana Stefana Łubieńskiego.
Muzeum zostało otwarte w marcu 1999 roku, a w uroczystości uczestniczył biskup Henryk Muszyński. W sześciu salach wystawowych można obejrzeć eksponaty, pochodzące z kościołów całej archidiecezji gnieźnieńskiej, w tym m.in.:
- kolekcję sztuki o tematyce religijnej (obrazy, rzeźby) z okresu od XIV do XX wieku,
- przedmioty związane ze sprawowaniem mszy: szaty, sztandary, kielichy oraz naczynia liturgiczne,
- księgi, dokumenty oraz korespondencję kościelną,
- medale i monety z wizerunkami papieży, biskupów i zasłużonych dla kościoła, pochodzące z ponad dwustu państw świata,
- meble i inne zabytkowe sprzęty.

Muzeum jest placówką całoroczną, czynną od wtorku do piątku, zaś w pozostałe dni - po uprzednim umówieniu.